# Die geschiedene Frau (1953)
Die geschiedene Frau ist ein deutscher Spielfilm von Georg Jacoby aus dem Jahr 1953. Die Hauptrollen waren mit Marika Rökk und Johannes Heesters besetzt worden. Das Drehbuch stammt von Walter Forster und Joachim Wedekind. Es basiert auf gleichnamigen Operette von Leo Fall. In der Bundesrepublik Deutschland kam der Streifen zum ersten Mal am 17. September 1953 ins Kino.

## Handlung
Lukas van Deesteldonck ist nicht nur Präsident der niederländischen Schlafwagengesellschaft, sondern auch äußerst pedantisch und manchmal auch cholerisch. Ein völlig anderes Temperament hat seine Gattin Gonda, ein bekannter Revuestar. Deshalb kriselt es auch immer mal wieder in der Ehe. 
Bei einer Zugreise von Paris nach Amsterdam wird Gonda von ihrem Bühnenpartner Karel van Lyssewege dessen Schlafcoupé angeboten, nachdem sie selbst keins mehr bekommen konnte. Als sich Karel von seiner Partnerin verabschiedet hat, geht plötzlich wegen eines Konstruktionsfehlers die Tür des Abteils nicht mehr auf, sodass die beiden die Nacht im selben Raum verbringen müssen. Erst bei der Ankunft in Amsterdam kann ein Schlosser das Malheur beheben. Das Geschehene spricht sich schnell herum und weitet sich zu einem Skandal aus. Lukas van Deesteldonck glaubt, seine Frau habe ihn betrogen. Es kommt zur Scheidung.
Eines Tages erhält Gonda Besuch von ihrem Vater, der in Borneo als Missionar tätig ist. Er könnte es nicht verwinden, wenn er erführe, dass seine Tochter geschieden ist. So bringt sie Karel dazu, die Rolle des Ehemannes zu spielen. Dabei kommen sich die beiden näher. Wie aus dem Nichts taucht dann auch noch Gondas Ex auf, der sie zurückgewinnen möchte, weil er sich inzwischen davon überzeugen konnte, dass er ihr Unrecht getan hat. Es dauert aber nicht lange, bis er merkt, dass seine Verflossene für ihn für immer verloren ist. 
Als sich der Pastor am nächsten Tag von seiner Tochter und deren „Gatten“ verabschiedet, um nach Borneo zurückzukehren, ist er sehr froh darüber, dass die beiden jungen Leute ein glückliches Ehepaar sind.

## Musik
Zu hören sind einige Lieder aus der Operette nach Texten von Günther Schwenn:
- Im Schlafcoupé, im Schlafcoupé, da fährt man durch die Nacht,
- Gonda, liebe kleine Gonda,
- Das ist Paris, die Stadt, in der man nachts nicht schlafen geht und
- Einmal im Leben möchte ich erleben, was nicht alltäglich ist! (Barcarole)
- Kind, lass uns tanzen wie Mann und Frau.

Sie erklingen aber nicht in der Originalinstrumentierung von Leo Fall, sondern in einer Bearbeitung von Friedrich Schröder, der auch das Symphonie-Orchester Kurt Graunke (heute Münchner Symphoniker) leitet.

## Ergänzungen
Der Film wurde im Atelier der Bavaria Film in Geiselgasteig produziert. Die Außenaufnahmen entstanden in den Tulpenfeldern der niederländischen Gartenanlage Keukenhof in der Nähe der südholländischen Gemeinde Lisse, in Paris sowie im Schloss Benrath in Düsseldorf. Die Bauten wurden von dem Filmarchitekten und Szenenbildner Robert Herlth unter Mithilfe von Gottfried Will und Peter Scharff geschaffen. Trude Ulrich steuerte die Kostüme bei. Die Choreografie besorgte Sabine Ress. Solotänzer waren Freya Lieven, Claus Cristofolini und Hellmuth Ketels. Fritz Klotzsch fungierte als Produktionsleiter.

## Kritik
Das Lexikon des internationalen Films bemerkt lapidar, bei dem Streifen handle es sich um eine „konfektionierte Unterhaltung, in der auch Marika Rökk nur Mittelmäßiges präsentiert“.

## Quelle
- Programm zum Film: Das Neue Film-Programm, erschienen im gleichnamigen Verlag H. Klemmer & Co., Neustadt an der Weinstraße, ohne Nummernangabe